# نمل قديم
النمل القديم (الاسم العلمي:†Formicium) هو جنس منقرض من النمل يتبع القبيلة النملاوية القديمة من أسرة النملاوات القديمة.